# Zilka Salaberry
Zilka Salaberry, nascida Zilka Nazareth de Carvalho (Rio de Janeiro, 31 de maio de 1917 –  Rio de Janeiro, 10 de março de 2005) foi uma atriz brasileira.

## Biografia
De família de artistas, era filha da atriz e radialista de origem espanhola Luiza Nazareth, irmã das atrizes Alair Nazareth e Lourdes Mayer. Foi casada com o ator Mario Salaberry.
Formada em Economia, não exerceu a profissão. Após seu casamento com Mario Sallaberry, que era ator, foi para o teatro, adotando o sobrenome Salaberry. Estreou no Teatro Municipal de Niterói, com um pequenino papel. Gostou e se emocionou muito. Ingressou na Companhia de Procópio Ferreira e depois na companhia de Dulcina de Morais. Seus papéis foram melhorando, fazendo importantes peças, sempre mais comédias do que dramas. Trabalhou também com Alda Garrido e com Dercy Gonçalves.
Estreou como atriz profissional no filme Cidade-Mulher (1936), de Humberto Mauro. Transgressora dos costumes, foi a primeira a tirar a roupa no teatro, em 1950, na peça A Copa do Mundo. Quando ela tirava o maiô, as luzes se apagavam.
Na televisão, estreou em 1956, na extinta TV Tupi do Rio de Janeiro, no programa Câmera Um. No ano seguinte atuou na telenovela A canção de Bernadete.
Durante dez anos, participou do Teatrinho Trol, programa que adaptava contos infantis. Cabia à Zilka sempre o papel de bruxa.
Depois de passar pela TV Rio e voltar à TV Tupi, Zilka chegou à TV Globo em 1967, estreando na telenovela A Rainha Louca. Nesta emissora, realizou seus trabalhos mais importantes, como Irmãos Coragem, O Bem-Amado, O Casarão, Que Rei Sou Eu?, O Primo Basílio e Vale Tudo.
Obteve grande sucesso com personagens de telenovelas, como a Sinhana, de Irmãos Coragem, Donana Medrado, de O Bem Amado e a Dona Benta do Sítio do Pica-Pau Amarelo, papel mais marcante de sua carreira. Devido à sua atuação neste seriado infantil, Zilka passou a fazer parte da infância de várias gerações de brasileiros.
Seu último papel na TV foi em Esperança (2002), de Benedito Ruy Barbosa, ano em que também atuou no filme Xuxa e os Duendes 2.
Morreu em 10 de março de 2005, no Rio de Janeiro, depois de quase um mês hospitalizada para tratamento de insuficiência renal, infecção urinária e desidratação. Seu corpo foi velado no Cemitério do Caju, onde foi cremado.

## Filmografia

### Cinema
| Ano  | Título                                     | Personagem |
| ---- | ------------------------------------------ | ---------- |
| 1936 | Cidade-Mulher                              | —          |
| 1937 | Casinha Pequena                            | —          |
| 1940 | Direito de Pecar                           | Iracema    |
| 1946 | No Trampolim da Vida                       | —          |
| 1958 | Aguenta o Rojão                            | —          |
| 1958 | Matemática Zero, Amor dez                  | —          |
| 1959 | Maria 38                                   | Eugênia    |
| 1965 | Society em Baby-Doll                       | —          |
| 1967 | Na Mira do Assassino                       | Dona Rita  |
| 1970 | Uma Garota em Maus Lençóis                 | —          |
| 1971 | O Barão Otelo no Barato dos Bilhões        | Megera     |
| 2001 | Xuxa e os Duendes                          | Cléo       |
| 2002 | Xuxa e os Duendes 2 - No Caminho das Fadas | Cléo       |

### Televisão
| Ano     | Título                                     | Personagem                                                   | Notas                              |
| ------- | ------------------------------------------ | ------------------------------------------------------------ | ---------------------------------- |
| 1956    | O Beijo nas Trevas                         | Enfermeira                                                   |                                    |
| 1956    | Teatrinho Trol                             | Vários personagens                                           |                                    |
| 1957    | A Canção de Bernadete                      | —                                                            |                                    |
| 1961    | Pluft, o Fantasminha                       | Pandora                                                      |                                    |
| 1963    | Pouco Amor não é Amor                      | —                                                            |                                    |
| 1963    | A Morta Sem Espelho                        | Lucrécia                                                     |                                    |
| 1964    | O Acusador                                 | —                                                            |                                    |
| 1964    | Sonho de Amor                              | Zizi Vasconcelos                                             |                                    |
| 1964    | Vitória                                    | Rosália                                                      |                                    |
| 1965    | Rosinha do Sobrado                         | Maria                                                        |                                    |
| 1965    | Comédia Carioca                            | Alzira                                                       |                                    |
| 1967    | A Rainha Louca                             | Marquesa Jazira                                              |                                    |
| 1968    | Sangue e Areia                             | Liana                                                        | [ 6 ]                              |
| 1969    | A Ponte dos Suspiros                       | Clara                                                        |                                    |
| 1969    | A Última Valsa                             | Lorena                                                       |                                    |
| 1969    | Véu de Noiva                               | Tia Cora                                                     | [ 7 ]                              |
| 1970    | Irmãos Coragem                             | Sinhana Coragem                                              | [ 8 ]                              |
| 1971    | O Homem que Deve Morrer                    | Bárbara                                                      |                                    |
| 1971    | Caso Especial                              | Lúcia Nowak                                                  | Episódio: "Meus Filhos"            |
| 1972    | Caso Especial                              | Emília                                                       | Episódio: "Meu Primeiro Baile"     |
| 1972    | Caso Especial                              | Teresa                                                       | Episódio: "Giovanni, o Açougueiro" |
| 1972    | Caso Especial                              | —                                                            | Episódio: "O Inimigo do Povo"      |
| 1972    | O Bofe                                     | Carlota Vidigal                                              |                                    |
| 1973    | O Bem-Amado                                | Donana Medrado                                               |                                    |
| 1974    | Supermanoela                               | Carolina                                                     |                                    |
| 1974    | Corrida do Ouro                            | Kiki Vassourada                                              |                                    |
| 1974    | Caso Especial                              | Bá                                                           | Episódio: "Mulher"                 |
| 1975    | Senhora                                    | Firmina Mascarenhas                                          |                                    |
| 1975    | Pluft, o Fantasminha                       | Mãe de Pluft                                                 |                                    |
| 1976    | O Casarão                                  | Mercedes                                                     |                                    |
| 1977–86 | Sítio do Picapau Amarelo                   | Dona Benta / Bruxa da Rapunzel / Fada Madrinha 1 / Rut Davis |                                    |
| 1983    | Parabéns pra Você                          | Cartomante                                                   |                                    |
| 1984    | Pirlimpimpim 2                             | Dona Benta                                                   | Especial infantil da Globo         |
| 1986    | Memórias de um Gigolô                      | Bianca Perla                                                 |                                    |
| 1986    | Cambalacho                                 | Juíza                                                        | Participação Especial              |
| 1987    | O Outro                                    | Cigana                                                       |                                    |
| 1988    | Vale Tudo                                  | Ruth                                                         |                                    |
| 1988    | O Primo Basílio                            | Vitória Soares                                               |                                    |
| 1988    | Tarcísio & Glória                          | Dona Neném Silvestrini                                       |                                    |
| 1989    | Que Rei Sou Eu?                            | Gaby                                                         |                                    |
| 1989    | Top Model                                  | Dona Virgínia                                                |                                    |
| 1990    | Araponga                                   | Dona Marocas                                                 |                                    |
| 1992    | Xuxa Especial de Natal                     | Cigana                                                       | Especial de fim de ano             |
| 1992    | Teresa Batista                             | Veneranda                                                    |                                    |
| 1995    | Você Decide                                | —                                                            | Episódio: "Remédio Duvidoso"       |
| 1995    | Engraçadinha... Seus Amores e Seus Pecados | Tia Ceci                                                     |                                    |
| 1995    | Irmãos Coragem                             | Vendedora de café                                            |                                    |
| 1997    | Você Decide                                | Dona Carlotinha                                              | Episódio: "Estrada do Amanhã"      |
| 1997    | Xuxa Especial - Luz da Paz                 | Senhora                                                      | Especial de fim de ano             |
| 1998    | Corpo Dourado                              | Irmã Celeste                                                 |                                    |
| 1998    | Pecado Capital                             | Bá                                                           |                                    |
| 1998    | Você Decide                                | —                                                            | Episódio: "Trabalho Escravo"       |
| 1999    | Você Decide                                | —                                                            | Episódio: "Um Outro em Meu Lugar"  |
| 2000    | TV Ano 50                                  | Dona Benta                                                   | Documentário                       |
| 2000    | Bambuluá                                   | Fada Madrinha                                                |                                    |
| 2000    | Zorra Total                                | Mãe de Santinha                                              |                                    |
| 2002    | Esperança                                  | Vizinha italiana                                             | Episódio: "3 de julho"             |

## Teatro
| Ano  | Título                       | Papel           |
| ---- | ---------------------------- | --------------- |
| 1936 | Deus                         | Madre Superiora |
| 1936 | O Palpite                    |                 |
| 1950 | Na Copa do Mundo             |                 |
| 1956 | Os Dois Maridos de Madame    |                 |
| 1957 | Adorável Júlia               |                 |
| 1959 | O Mambembe                   |                 |
| 1959 | O Cristo Proclamado          |                 |
| 1960 | Com a Pulga Atrás da Orelha  |                 |
| 1960 | O Velho Ciumento             |                 |
| 1961 | O Médico Volante             |                 |
| 1961 | Os Possessos                 |                 |
| 1961 | Os Ciúmes de Um Pedestre     |                 |
| 1962 | Beijo no Asfalto             |                 |
| 1964 | O Homem, a Besta e a Virtude |                 |
| 1970 | A Preguiça                   |                 |
| 1970 | Fim de Jogo                  |                 |
| 1971 | O Camarada Miussov           |                 |
| 1971 | A Rainha do Fundo do Mar     |                 |